# Sokol (movimento)
(Miroslav Tyrš)
Sokol è un movimento fondato a Praga il 16 febbraio 1862 da Miroslav Tyrš e Jindřich Fügner, legato alla rinascita nazionale ceca avvenuta alla fine del XIX secolo, costituendo un modello per i movimenti di ispirazione panslavica. Il Sokol, costituito ufficialmente come una società di ginnastica, estese rapidamente la propria attività dalla pratica sportiva al mondo della cultura, mediante la costituzione di biblioteche riviste e conferenze. Le riunioni sportive di masse denominate Slety arrivarono fino a 500000 partecipanti e allo stesso tempo i giornali e le biblioteche Sokol giocarono un ruolo fondamentale nel diffondere l'identità nazionale ceca sotto l'Impero Austro-Ungarico.
La denominazione iniziale del movimento era Unione Ginnica di Praga e solo qualche anno dopo assunse il nome Sokol, che in ceco significa falco. Il nome è stato scelto da Emanuel Tanner, uno dei primi aderenti al movimento, in quanto l'uccello veniva considerato nel mondo slavo dell'epoca simbolo di libertà e coraggio.
I fondatori, riferendosi alla massima di Giovenale "mens sana in corpore sano", erano convinti che la salute e la bellezza del corpo fossero inseparabili dalla bellezza dello spirito e che lo sviluppo della mente non potesse essere fatto senza lo sviluppo del corpo, sia a livello individuale sia su scala nazionale.

## Storia
Il XVIII e il XIX secolo erano stati contraddistinti dalla rinascita della lingua e della cultura ceca, dopo la germanizzazione forzata sotto gli Asburgo. Nel 1809 Josef Dobrovský aveva pubblicato una grammatica ceca e Joseph Jungmann aveva pubblicato tra il 1834 e il 1839 un dizionario ceco-tedesco in cinque volumi. Con la rinascita della lingua si ebbe un rifiorire della cultura ceca e vennero istituiti il Teatro Nazionale di Praga nel 1883, di cui lo stesso Tyrš fu uno dei promotori, e nel 1890 il Museo Nazionale. La nascita del movimento Sokol va inserita in tale contesto.

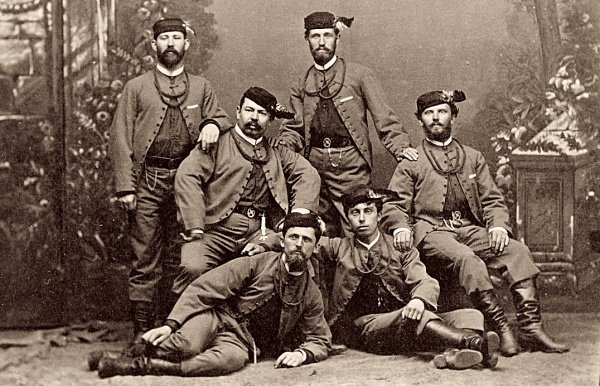
Un gruppo di membri del Sokol a Tábor

Secondo l'ispirazione di Tyrš, la filosofia del Sokol evidenziava la promozione dei valori morali e del nazionalismo ceco attraverso la pratica sportiva di gruppo. Il movimento metteva in evidenza gli ideali morali che comprendevano disciplina, perseveranza, amore per la patria, onestà, sincerità, determinazione, socialità, coraggio, ascetismo, volontariato. Gli aderenti al movimento indossavano una divisa che richiamava l'uniforme garibaldina, costituita da pantaloni marrone tipici dei contadini russi, giacca dei rivoluzionari polacchi, berretto montenegrino, camicia rossa garibaldina, drappo rosso disegnato dalla scrittrice Karolina Světlá e dipinta dal noto artista ceco Josef Mánes. La pratica sportiva di gruppo era al centro delle attività Sokol, con esercizi di ginnastica, scherma, pesi e coreografie che costituivano la caratteristica comune di tutte le organizzazioni locali del movimento. Il saluto tipico degli aderenti al movimento, che si chiamavano fratelli era Na zdar! che corrispondeva ad Ave!
L'associazione dei Sokol organizza periodici raduni di massa detti Slety, il primo dei quali si è svolto nel 1882 in occasione del 20º anniversario della costituzione del movimento
Dopo avere rischiato la messa al bando durante la Guerra austro-prussiana del 1866, i Sokol vennero monitorati dalle autorità Austro-Ungariche, che nel 1873 arrivarono a impedire gli spettacoli del compositore František Kmoch a cui venne anche revocato l'incarico dell'insegnamento a causa della eccessiva simpatia verso il movimento, e nel 1888 lo Slet venne vietato dalle autorità.
Il movimento, che aveva introdotto tra i suoi aderenti anche l'istruzione premilitare, ebbe il soprannome di "Esercito Nazionale Ceco". e l'aspetto militare sarà più volte presente nella storia del movimento Sokol.
Il movimento ebbe una rapida espansione in patria, espandendosi anche all'estero, particolarmente nel mondo slavo,a Trieste quando nel 1867 le autorità diedero nuove leggi sull'associazionismo si formarono anche le prime società sportive sia nella comunità italiana che in quella slovena e quest'ultima faceva inizialmente riferimento all'Edinost.
Ivan Dolinar assieme ai vertici dell'Associazione Edinost costituì l'associazione ginnica Tržaški Sokol (Il Falco Triestino).
Questi avvenimenti sono doviziosamente descritti dal libro "Sokoli Trieste Sokol" Autore: Bojan Pavletič Stampa: Grafica Goriziana, Gorizia 2004, altro si può leggere sulla tesi di Petra Krizmančič: .
"Il 6 maggio 1869 sessantacinque soci della sala di lettura di Trieste, diretta dal capo superiore ("starosta") Andrej Pleše, fondò il Sokol del Sud presentando per la prima volta al governatorato dell'impero austroungarico la domanda di costituzione di tale Società. Le autorità diedero risposta affermativa soltanto nel 1882 rendendo così possibile la costituzione del Sokol di Trieste. Dopo tre anni la società, con un'attività molto intensa, contava già 211 soci." ,in Francia il primo Sokol venne costituito a Parigi nel 1892 e in America del Nord, dove il promo Sokol è stato costituito nello stesso anno a Chicago dalla più grande comunità ceca degli Stati Uniti. Dopo solo tre anni gli aderenti all'associazione erano diventati 2 000 e nel 1869 venne costituita l'associazione femminile del movimento, la Società delle donne e delle ragazze di Praga. Nel 1871 il movimento contava 10000 aderenti in 120 associazioni locali. I Sokol si diffusero in Boemia, Moravia e nei territori dell'attuale Slovenia che facevano parte dell'Impero d'Austria ma non in Slovacchia, che nell'ambito della Duplice Monarchia faceva parte del Regno d'Ungheria.
La diffusione del movimento Sokol all'estero avviene nelle nazioni slave nell'ambito dell'ideologia panslavista, mentre nel resto del mondo l'associazione diventa un luogo di socialità per i cechi.

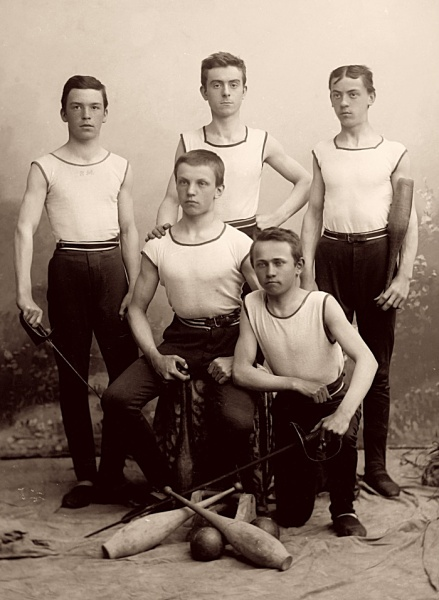
Aderenti al Sokol in tenuta sportiva agli inizi del novecento

Nel 1889 una delegazionedell'Associazione dei Sokol prende parte all'Esposizione Universale di Parigi. Nella capitale francese l'associazione dei Sokol è un prolungamento di Československá Beseda (Causa Ceca) associazione fondata nel 1862 da nazionalisti cechi in esilio. A New York, nel quartiere di Yorkville a Manhattan, dove erano residenti numerosi emigrati cechi, in particolare sulla 72ª strada denominata Bohemian Boulevard, rapidamente nei dintorni vennero costituite nei dintorni due sedi dell'associazione dei Sokol sulla 67ª e 73ª strada. La Little Bohemia di Omaha nel Nebraska contava nel 1920 circa 3500 emigrati cechi e quattro sedi dell'associazione e l'Auditorium della città prende il nome di Sokol. Ad oggi nel Nord America sono attive 44 sedi dell'associazione così come è attiva la sede di Parigi.
All'inizio del XX secolo il movimento Sokol è stato introdotto in Catalogna con il nome falcó, affermandosi presto come una nuova tradizione, sotto l'influenza dalla più antica tradizione del Castell.
Il movimento, dopo essere stato politicamente vicino al partito dei Giovani Cechi che professava idee nazionaliste e del quale facevano parte i primi aderenti, successivamente si è avvicinato, a cavallo del secolo, al Partito Nazionale Sociale Ceco.
Secondo la ČOS (Česká Obec Sokolská) l'associazione ceca dei Sokol nel 1912, il Sokol era una « movimento sportivo nazionale che coltivava (...) l'attività fisica allo scopo di dare al popolo giovani sani, unita all'educazione morale, ad una cultura sistematica della bellezza, della morale e del coraggio, permeata da spirito nazionale e democratico ».

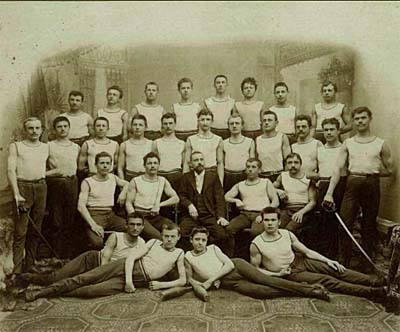
Unità Sokol di Praga nel 1899

Con la nascita del Partito Social Nazionale Ceco (Česká strana národně sociální), nato il 4 aprile 1897 da una costola del Partito di Giovani Cechi, il movimento si sposta progressivamente sulle posizioni nel nuovo partito politico.
Il successo dell'associazione dei Sokol generò emulazione e nel 1908 viene costituita sul modello del Sokol l'Orel (aquila in ceco), un'organizzazione di educazione fisica cattolica creata nell'ambito del Partito cristiano Sociale, mentre i socialdemocratici costituiscono il DTJ (Dělnická Tělovýchovná Jednota) ovvero Circolo di ginnastica dei lavoratori.
Allo Slet del 1907, il quinto organizzato dal movimento, partecipano varie delegazioni slave e la manifestazione assume un carattere panslavo; lo slet del 1912, definito Všeslovanský slet, è il primo slet panslavo.
Il primo presidente cecoslovacco Tomáš Garrigue Masaryk è stato anche un membro attivo del "Sokol".
Allo scoppio della prima guerra mondiale il movimento viene bandito nell'Impero austro-ungarico, mentre aderenti al movimento Sokol prendono parte al conflitto a fianco delle potenze dell'intesa nelle Legioni cecoslovacche, tra cui lo slovacco Milan Rastislav Štefánik futuro Ministro della Guerra della Cecoslovacchia e Tomáš Masaryk, primo Presidente della Cecoslovacchia.
Con la costituzione dello stato cecoslovacco il movimento Sokol tornò nella legalità e gli aderenti al movimento svolsero un ruolo importante nella creazione dello stato cecoslovacco, garantendo il mantenimento dell'ordine nei primi momenti del nuovo stato, con il capo del movimento Sokol Joseph Scheiner nominato comandante supremo dell'esercito del governo provvisorio e Tomáš Masaryk, primo presidente cecoslovacco, che era un ex Sokol.

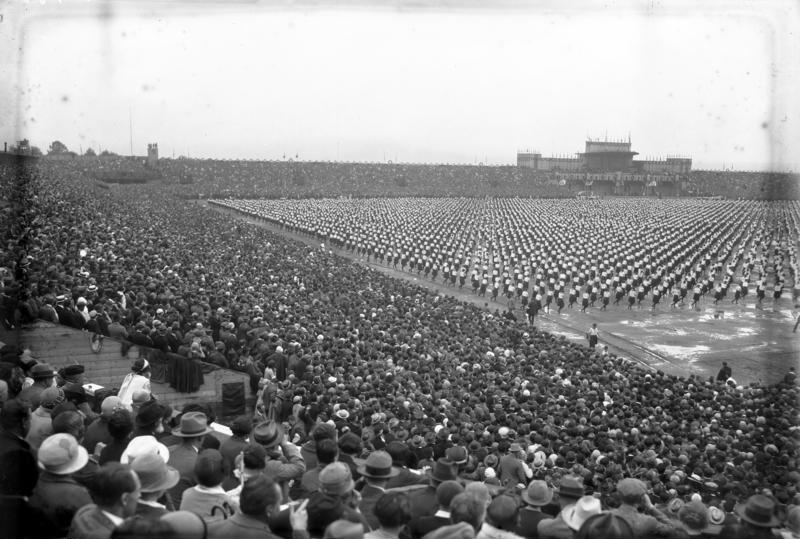
Sokol del 1932 allo Stadio Strahov

Nel 1921 la sede centrale dell'associazione ceca dei Sokol diventa Palazzo Michna (Michnův palác) che viene chiamato la Casa di Tyrš (dům Tyršův) nel quartiere di Malá Strana e ogni città e molti villaggi hanno la loro sede locale del movimento Sokol. Nel corso degli anni venti e degli anni trenta a causa della frequenza e dell'alta partecipazione agli slety viene costruito nel 1926 un immenso stadio nel distretto di Strahov sulla collina di Petřín, il Velký Strahovský Stadion, costruito inizialmente con le gradinate di legno, sostituite da gradinate in cemento armato nel 1932.

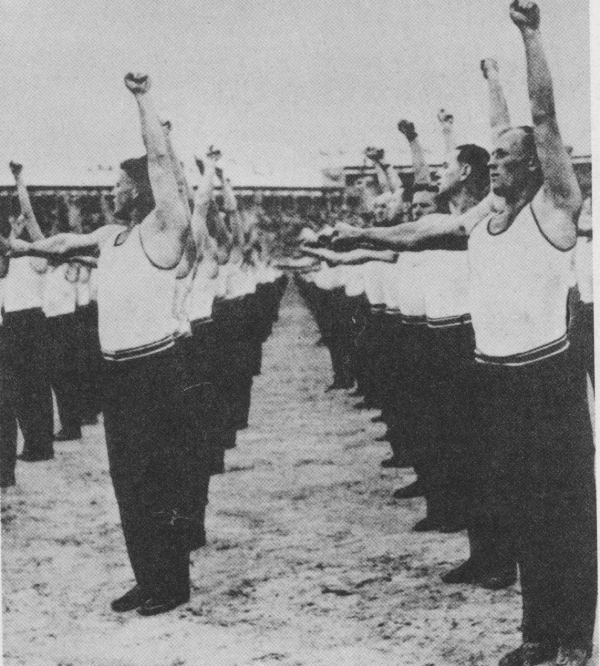
Lo Slet del 1938

Nel 1938 l'associazione dei Sokol contava più di 560000 aderenti su una popolazione di 13,6 milioni, arrivando a radunare 500000 partecipanti allo slet nazionale che si è svolto nel giugno di quell'anno in un contesto di nazionalismo esasperato a causa della situazione politica internazionale e della minaccia nazista. Alcuni mesi dopo, in seguito alla Conferenza di Monaco, che si tenne il 29 e 30 settembre, fra i capi di governo di Regno Unito, Francia, Germania e Italia, la Cecoslovacchia fu obbligata a cedere la regione dei Sudeti, abitata da tedeschi, alla Germania nazista, mentre la Polonia costrinse la Cecoslovacchia a cedere la città di Český Těšín, inviando un ultimatum il 30 settembre, accettato dai cechi il 1º ottobre; a seguito di negoziati con le autorità ceche, le truppe polacche entrarono nella zona il 2 ottobre 1938 e il territorio fu annesso alla Polonia. A novembre 1938 con il Primo Arbitrato di Vienna l'Ungheria ottenne dalla Cecoslovacchia i territori di lingua ungherese. La mattina del 15 marzo 1939 la Wehrmacht entrò nella città di Praga e la Cecoslovacchia venne smembrata. Nelle terre ceche venne costituito il Protettorato di Boemia e Moravia, mentre nella Slovacchia, che aveva dichiarato l'indipendenza il giorno precedente, venne istituito uno stato fantoccio del Terzo Reich e la Rutenia subcarpatica, che il 15 marzo aveva dichiarato la propria indipendenza, il 18 marzo venne occupata e annessa dagli ungheresi; la corona cecoslovacca venne sostituita da due monete separate: la corona slovacca e la corona di Boemia e Moravia. In seguito all'occupazione tedesca della Cecoslovacchia, l'attività del movimento Sokol venne messa al bando.
Nel corso della seconda guerra mondiale molti cechi, tra cui tanti aderenti ai Sokol, combatterono negli eserciti alleati e al termine del conflitto nel ricostituito stato cecoslovacco l'associazione riprese le sue attività.
Dopo il colpo di stato del 25 febbraio 1948 che portò al potere il Partito Comunista di Cecoslovacchia (Komunistická Strana Československa) il movimento Sokol organizzò un ultimo Slet con 500000 partecipanti, dal 19 al 27 giugno, e manifestazioni contro il regime di Klement Gottwald. Il Sokol venne nuovamente vietato e tutte le associazioni giovanili esistenti vennero inglobate nel Partito Comunista. Le associazioni locali dei Sokol vennero assorbite dal sistema dell'"Educazione Fisica Nazionale" e due movimenti giovanili ufficiali ne presero il posto: l'Unione Socialista dell'Organizzazione Giovanile dei Pionieri (PO SSM: Pionýrská Organizace Socialistického Svazu Mládeže), per ragazzi di età compresa fra 8 e 15 anni, e l'Unione della Gioventù Cecoslovacca (ČSM: (Československý Svaz Mládeže) per i giovani di età compresa tra 15 e 25 anni. Questi movimenti nella continuità dell'associazione dei Sokol preparavano i partecipanti agli Slety che vennero organizzati dal regime comunista ogni cinque anni a partire dal 1955, in occasione delle celebrazioni del 10º anniversario dell'ingresso dell'Armata Rossa in Cecoslovacchia, con la denominazione di Spartachiadi.
Nel 1968 l'associazione tornò ad essere legale durante il breve periodo della Primavera di Praga per poi essere nuovamente vietata.
Con la rivoluzione di velluto del 1989, che pose fine al regime comunista portando alla presidenza Václav Havel e alla costituzione di un governo democratico, il movimento Sokol ha potuto riprendere legalmente la sua attività; tuttavia, nell'attuale Repubblica Ceca, nata il 1º gennaio 1993 dalla dissoluzione della Cecoslovacchia, in conseguenza dell'indipendenza della Slovacchia, l'associazione non ha più il ruolo che aveva avuto in precedenza, pur restando un movimento importante che raggruppa 190000 aderenti e 1100 sedi locali.
L'associazione ha tenuto Slety regolarmente ogni sei anni: gli Slety sono stati tenuti nel 1994, nel 2000 e nel 2006. Nel luglio 2012 si è tenuta la celebrazione per i 150 anni del movimento Sokol. 
L'associazione organizza la pratica di 57 attività sportive e sostiene la diffusione nella Repubblica Ceca della Maratona della speranza, una corsa non competitiva che nel settembre di ogni anno si svolge in varie località con lo scopo di ricordare l'atleta canadese Terry Fox e di raccogliere fondi per la ricerca contro il cancro.

## Slety
Gli slety (slet al singolare), riunioni di massa di ginnasti, sono l'aspetto maggiormente scenografico dell'associazione dei Sokol. Gli Slety erano tenuti ad intervalli regolari e sono arrivati a radunare anche fino 500 000 partecipanti. All'interno di uno stadio, come il Grande Stadio di Strahov decine di migliaia di partecipanti eseguivano esercizi ginnici seguendo una coreografia.

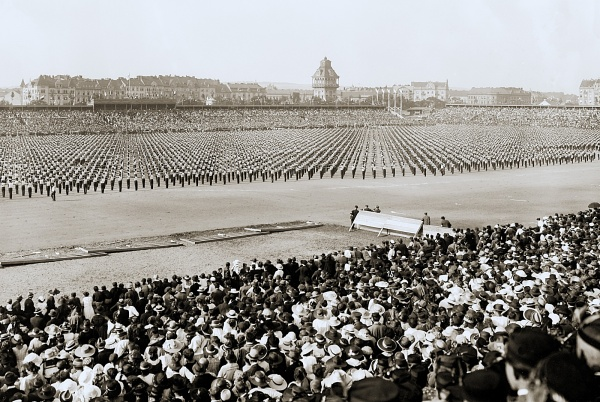
Esercizi di gruppo durante il 7° Slet del 1920 nella piana di Letná à Praga

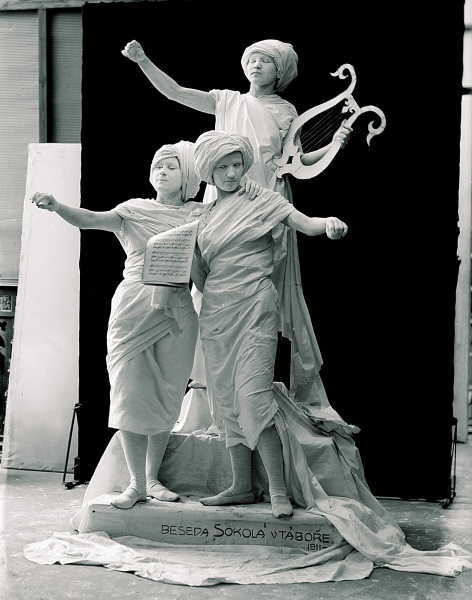
Statua rappresentante la poesia ad una riunione Sokol del 1911 a Tábor

Come tutte le attività delle associazione dei Sokol, gli esercizi ginnici di gruppo non sono la sola componente degli Slety, in quanto negli Slety erano anche rappresentati l'arte e la cultura ceca sempre in una dimensione patriottica:
| Anno | Località                               | Partecipanti |
| ---- | -------------------------------------- | ------------ |
| 1882 | Střelecký Ostrov a Praga               | 700          |
| 1891 | riserva di Stromovka a Praga           | 2 400        |
| 1895 | Piana di Letná a Praga                 | 5 000        |
| 1901 | Praga                                  | 11 000       |
| 1907 | Piana di Letná a Praga                 | 12 000       |
| 1912 | Piana di Letná a Praga                 | 30 000       |
| 1920 | Piana di Letná a Praga                 | 100 000      |
| 1926 | Stadio di Strahov a Praga              | 140 000      |
| 1932 | Stadio di Strahov a Praga              | 190 000      |
| 1938 | Praga                                  | 350 000      |
| 1948 | Praga                                  | 500 000      |
| 1994 | Stadio di Strahov a Praga              | 23 000       |
| 2000 | Praga                                  | 25 000       |
| 2006 | Stadio Evžen Rošický (Strahov) a Praga | 20 000       |
| 2012 | Synot Tip Arena a Praga                |              |

Nel primo Slet, che è stato celebrato nel 1882, 1 552 aderenti all'associazione dei Sokol sfilarono in costumi folkloristici per le strade di Praga con 57 stendardi e nel 1907 i partecipanti sfilarono in costumi tradizionali moravi.
Stranieri simpatizzanti del movimento hanno sfilato a partire dal secondo slet del 1891, in cui era presente una delegazione di ginnasti francesi in risposta alla presenza di una delegazione dell'associazione dei Sokol all'Esposizione universale di Parigi del 1889.
Dopo avere avuto la massima adesione nel periodo tra le due guerre mondiali in conseguenza della riacquisizione dell'indipendenza, durante l'era comunista queste manifestazioni, organizzate sotto il controllo del partito con il nome di spartachiadi vennero svolte regolarmente con cadenza quinquennale negli anni 1955, 1960 e 1965. Le Spartachiadi del 1970 non vennero svolte in quanto il 21 agosto 1968 l'invasione sovietica aveva posto fine alla Primavera di Praga e, nel timore che a solo due anni dal quegli eventi, una grande riunione di massa avrebbe potuto favorire una grande manifestazione contro il regime, la spartachiade venne cancellata. Le Spartachiadi ripresero con regolarità nel 1975, per le quali il Velký Strahovský Stadion venne sottoposto a lavori di ampliamento e di ammodernamento, seguite da quelle del 1980 e del 1985. Le Spartachiadi erano un evento propagandistico gigantesco organizzato dal regime comunista. Alle Spartachiadi del 1960 presero parte oltre 750.000 ginnasti e all'evento assistettero oltre 2 milioni di telespettatori. Durante gli spettacoli si alternavano vari gruppi, suddivisi in un gran numero di categorie.
Le Spartachiadi del 1990, che si svolsero pochi mesi dopo la caduta del regime comunista, vennero celebrate in tono minore rispetto alla consuetudine, con l'assenza di molte categorie e soprattutto dei ginnasti slovacchi e l'evento nell'occasione venne spostato allo Stadion Evžena Rošického.
Il primo Slet dell'era post comunista venne svolto nel 1994 nel Grande Stadio di Strahov, seguito da quelli del 2000, del 2006 e del 2012, XV ed ultimo in ordine di tempo che si è svolto a Praga sul prato dello Synot Tip Aréna.

## Panslavismo e Sokol
La seconda metà del XIX secolo vide il diffondersi dell'ideologia panslavista, dopo che nel 1848 a Praga si era riunito il 1º Congresso Panslavo. Le idee panslaviste facilitano la diffusione delle associazioni sul modello del movimento Sokol nelle altre nazioni slave, in particolare per mezzo dei cechi che vivevano in queste nazioni, come lo scrittore croato e sindaco di Zagabria August Šenoa, di famiglia ceco-tedesca. Nel 1874 viene costituita a Zagabria l'associazione Česká beseda (« Causa Ceca ») che si sviluppa rapidamente creando unità Sokol in tutta la Croazia.
L'esempio croato venne seguito in Polonia, dove viene costituita l'associazione dei Sokół, Ucraina (Sokil) Slovenia, Serbia, Macedonia, Russia.
Tra i russi che dopo la rivoluzione e la conseguente guerra civile ripararono all'estero venne fondata l'associazione dei Russian Sokol (Русский Сокол) che era una delle organizzazioni giovanili dei rifugiati bianchi.
La canzone Hej Slaveni (Hej Slavi), scritta sulle note della Mazurek Dąbrowskiego nel 1834 dal sacerdote e storico slovacco Samuel Tomášik in onore dei popoli slavi e inno del panslavismo viene ripresa e adattata dall'associazione dei Sokol come inno ufficiale diventando "Hej, Sokolíci".